# Folchaid
|  | Dieser Artikel oder Abschnitt wurde wegen inhaltlicher Mängel auf der Qualitätssicherungsseite des Projekts Germanen eingetragen. Dies geschieht, um die Qualität der Artikel aus diesem Themengebiet auf ein akzeptables Niveau zu bringen. Bitte hilf mit, die Mängel dieses Artikels zu beseitigen, und beteilige dich an der Diskussion! |

Folchaid (7./8. Jahrhundert) war bis 717 bairische Herzogin an der Seite Herzogs Theodos II. Sie stammte wahrscheinlich aus der Umgebung von Worms, bei ihren Eltern handelte es sich um Theutacar und Freiheida. Sie war außerdem vermutlich eine Verwandte Bischof Ruperts von Salzburg.
Mit Theodo II. hatte Folchaid mehrere Kinder: Theudebert, Theudebald, Grimoald, Lantpert und Tassilo II. sowie ihre Tochter Uta, die Nonne war.